# フェザーミール
フェザーミール（英: Feather meal）は、畜産副産物の一種。ニワトリなど食鳥を加工する際に生じる羽毛を、3気圧・180℃の高圧・高温で3時間以上蒸したのち乾燥させて作られる。乾燥重量中90%がタンパク質で占められ、シスチンを多く含む。タンパク質、窒素分を豊富に含むことから、飼料や、有機肥料として活用される。